# (4201) Orosz
(4201) Orosz est un astéroïde de la ceinture principale.

## Description
(4201) Orosz est un astéroïde de la ceinture principale. Il fut découvert le 3 mai 1984 à la station Anderson Mesa par Brian A. Skiff. Il présente une orbite caractérisée par un demi-grand axe de 3,16 UA, une excentricité de 0,23 et une inclinaison de 8,9° par rapport à l'écliptique.

## Compléments